# Останній єдиноріг (мультфільм)
«Останній єдиноріг» (англ. The Last Unicorn) — анімований японської студією Topcraft фентезійний мультфільм, поставлений за однойменним класичним фентезійним романом Пітера С. Біґла. Був випущений 19 листопада в 1982 році компанією Rankin/Bass Productions.

## Сюжет
Останній єдиноріг покидає свій рідний ліс для того, щоб знайти безвісти зниклих родичів, загнаних в море Червоним Биком. Незабаром він потрапляє в полон до старої Матінки Фортуни, що знайшла Єдинорога в лісі сплячим і посадивши його в клітку подібно іншим тваринам. Визволяє його добрий, але не дуже досвідчений чарівник Шмендрик, мрія якого навчитися підкоряти магію своїй волі. Єдиноріг дізнається, що Червоний Бик належить королю Хаггарду і вирушає в дорогу разом з чарівником. Але лісові розбійники ловлять Шмендрика. Звільнившись від нової біди вони знайомляться з Моллі Грюм, яка розділяє шлях друзів. Зустрівши Червоного бика, Єдиноріг не може перемогти його, і тоді Шмендрик закликає на допомогу магію, перетворюючи міфічну тварину в дівчину. Друзі влаштовуються на службу до короля Хаггарда. Його син принц Лір закохується в красуню, представлену двору як леді Амальтея. Тим часом перед друзями постає нова загадка: як пройти до Червоного Бика. Шмендрик знаходить рішення і вони з Моллі, Амальтієй і Ліром спускаються в підземелля, де відбудеться нова зустріч з монстром. Чарівник повертає Єдинорогові його колишній вигляд і він перемагає Бика. Тепер Єдинороги вільні, але тільки один з них вміє відчувати по-справжньому. Моллі Грюм залишається з Шмендриком, який знайшов справжню магічну силу. Принц Лір стає героєм і йому призначено зробити чимало подвигів. А Єдиноріг повертається до своїх родичів з пам'яттю про людей, які допомогли йому навчитися відчувати.

## Виробництво
Американському письменнику Пітеру Біглу прийшла в голову ідея екранізувати яку-небудь з книг його ранніх робіт. Інтерес і готовність взятися за цей проект висловили кілька анімаційних студій: Lee Mendelson, Bill Melendez і засновник студії Двадцяте століття Фокс аніматор по імені Ліс Голдман. Але Бігл вирішив не давати їм шанс, тому що був переконаний, що професійний рівень цих студій недостатньо хороший. У той же час Бігл був абсолютно впевнений, що екранізацією його роману буде саме анімаційний фільм, а не фільм за участю живих акторів. Студія Rankin/Bass з власним асоціативним продюсером Майклом Чейзом Волкером, насправді була б останньою студією з якою Пітер Бігл хотів би мати справу, але до його «жаху» угода про розробку була укладена з нею.
Насправді, анімаційне творіння в підсумку вийшло краще і цікавіше ніж книжковий оригінал, як потім зізнався Бігл. Йому дуже сподобалися оточення і дизайн, над якими постаралися японські художники, і концепція, і розфарбовані кольори, все за його словами вийшло красиво і чудово. Плюс до всього майстерна гра акторів по озвучці і відповідні голоси — все це вдихнуло в його персонажів життя, дало їм можливість показати свій характер і висловити індивідуальність. Анімація мультфільму була виконана студією Topcraft, в той час як студія Rankin/Bass працювала над словами, діалогами по ходу сюжету. Врешті, за словами автора роману, анімаційний фільм був повністю завершений, залишилася невиконаною лише найменша частина від запланованого автором плану, так як в самий кінець мультфільму вирішили не ставити діалогову сцену з принцесою Алісон.

## Над мультфільмом працювали
- Продюсер і режисер Rankin/Bass Productions (Arthur Rankin і Жюль Басс)
- Сценарій за мотивами Пітера Бігла
- Виконавчий продюсер: Мартін Старгер
- Координатор анімації: Toru Hara
- Безперервна(циклічна) анімація: Tsuguyuki Kubo
- Задній фон: Minoru Nishida, Kazusuke Yoshihara, Mitsuo Iwasaki
- Розробка до виробництва: Arthur Rankin
- Асоціативний продюсер: Майкл Чейз Волкер
- Музика і тексти пісень: Джиммі Вебб
- Пісні виконала група: America
- Виконавчий продюсер(директор фільму): Masaki Iizuka
- Розробка/дизайнер персонажів: Lester Abrams
- Безперервність і напрямок анімації: Katsuhisa Yamada
- Ключова анімація: Kazuyuki Kobayashi, Hidemi Kubo, Tadakatsu Yoshida
- Проміжна анімація: Yoshiko Sasaki, Masahiro Yoshida, Kayoko Sakano, Fukuo Suzuki
- Оператор: Hiroyasu Omoto
- Редактор: Tomoko Kida
- Звукові ефекти: Tom Clack, Kiyoshi Ohira
- Помічник координатора по анімації: Kiyoshi Sakai
- Додаткова розкадровка сцен: Don Duga
- Декорації: Irra Duga
- Координує продюсер: Lee Dannacher
- Диригенти: William McCauley, Matthew McCauley
- Додаткові диригенти: Jimmy Webb and Elton Moser
- Інженери звукозапису: John Curcio, John Richards, Dave Iveland
- Зведення звуків: Donald O. Mitchell

## Цікаві факти
Через деякий час після виходу мультфільму студія Topcraft (відповідальна за анімацію «Останнього єдинорога») була найнята початківцям тоді режисером Хаяо Міядзакі для зйомок «Навсікаї з долини Вітрів». Пізніше, в 1985, основними членами Topcraft і Міядзакі була заснована Студія Ghibli
Всі пісні до фільму були написані групою America, створившой цілий альбом з однойменною назвою The Last Unicorn.